# Olivier Masset-Depasse
Pour les articles homonymes, voir Depasse.
Olivier Masset-Depasse, né à Charleroi né le 27 décembre 1971, est un réalisateur belge.

## Biographie
Son film Duelles remporte neuf récompenses lors de la cérémonie des Magritte du cinéma 2020 dont celle du meilleur film, du meilleur réalisateur et du meilleur scénario,.

## Filmographie

### Courts métrages
- 2000 : Chambre froide
- 2004 : Dans l'ombre

### Longs métrages
- 2008 : Cages
- 2010 : Illégal
- 2014 : Sanctuaire (téléfilm pour Canal+)
- 2018 : Duelles
- 2024 : Largo Winch 3 : Le Prix de l’argent

## Distinctions
- 2010 : Prix SACD pour Illégal
- Festival du film francophone d'Angoulême 2010 : Valois du meilleur film pour Illégal
- Festival international des programmes audiovisuels de Biarritz 2015 : FIPA d'or du meilleur scénario pour Sanctuaire
- Magritte du cinéma 2020 : meilleur film, meilleur réalisateur et meilleur scénario pour Duelles